# 瑞尔特
瑞尔特（R&T），全称厦门瑞尔特卫浴科技股份有限公司（深交所：002790），是一家卫浴产品的研发、生产和销售的高新技术企业。

## 历史
成立于1999年、总部位于福建省厦门市。